# Ernest H. Sanders
Ernest Helmut Sanders (geb. 4. Dezember 1918 in Hamburg als Ernst Helmut Salomon; gest. 13. Januar 2018 in New York City) war ein US-amerikanischer Musikhistoriker deutsch-jüdischer Herkunft, der sich insbesondere mit Mehrstimmigkeit in der englischen und französischen Musik des 13. und 14. Jahrhunderts befasste.

## Leben
Als Sohn des Bankiers Paul Salomon und dessen Ehefrau Lucie in eine großbürgerliche, jüdischstämmige Familie hineingeboren, besuchte Sanders ab 1929 das Hamburger Johanneum, wo u. a. der spätere Physiker Wolfgang Panofsky zu seinen Mitschülern gehörte. Trotz wachsender Widerstände im nationalsozialistischen Staat legte er 1937 die Abiturprüfung ab. Sanders emigrierte 1938 in die Vereinigten Staaten und nahm 1943 die US-amerikanische Staatsbürgerschaft an. Seine Eltern, die in Deutschland verblieben waren, begingen 1941 gemeinsam Selbstmord. Nach Ende seines Militärdienstes studierte Sanders ab 1947 Klavier an der New Yorker Juilliard School bei Irwin Freundlich. Für ein weiterführendes musikwissenschaftliches Studium wechselte er 1950 an die Columbia University, wo er 1963 promovierte und von 1972 bis 1986 eine Professur innehatte. 1965 erhielt Sanders ein Guggenheim-Stipendium. Mit seiner Ehefrau Marion (ursprünglich Marianne) hatte er zwei Kinder.

## Schriften (Auswahl)

### Monographien
- French and English Polyphony of the 13th and 14th Centuries (= Variorum Collected Studies Series. Band 637). Ashgate, Aldershot u. a. 1998, ISBN 0-86078-777-X (Aufsatzsammlung).
- Heil und Unheil: Eine Hamburger Familie 1904–1941. Edition Andreae, Berlin 2005, ISBN 978-3-936232-51-6.

### Musikdrucke
- Ernest H. Sanders (Hrsg.): English Music of the Thirteenth and Early Fourteenth Centuries (= Polyphonic Music of the Fourteenth Century. Band 14). Éditions de l'Oiseau-Lyre, Monaco 1979.
- Frank Ll. Harrison, Ernest H. Sanders u. Peter M. Lefferts (Hrsg.): English Music for Mass and Offices (I) and Music for Other Ceremonies (II) (= Polyphonic Music of the Fourteenth Century. Band 16–17). Éditions de l'Oiseau-Lyre, Monaco (1983–1986).

### Aufsätze
- Die Rolle der englischen Mehrstimmigkeit des Mittelalters in der Entwicklung von Cantus-firmus-Satz und Tonalitätsstruktur. In: Archiv für Musikwissenschaft. Band 24, Nr. 1, 1967, S. 24–53, JSTOR:930313.
- The Medieval Motet. In: Wulf Arlt, Ernst Lichtenhahn u. Hans Oesch (Hrsg.): Gattungen der Musik in Einzeldarstellungen: Gedenkschrift Leo Schrade. Francke, Bern u. München 1973, S. 497–573.